# Iwona Rospond-Kubiak
Iwona Rospond-Kubiak – polska okulistka, doktor habilitowany nauk medycznych, związana z Katedrą Okulistyki i Kliniką Okulistyczną Wydziału Lekarskiego poznańskiego Uniwersytetu Medycznego. Specjalizuje się w onkologii okulistycznej.

## Życiorys
Studia medyczne ukończyła na poznańskiej Akademii Medycznej w 2001 roku. Po dyplomie pracowała jako młodszy asystent (2002–2008) na Oddziale Okulistyki Szpitala Przemienienia Pańskiego. Stopień doktorski uzyskała na macierzystej uczelni w 2008 roku na podstawie rozprawy "Ocena wyników leczenia czerniaków błony naczyniowej gałki ocznej w Katedrze i Klinice Okulistyki UM w Poznaniu w latach 1991-2005" (promotorem doktoratu był prof. Jarosław Kocięcki; recenzowali: prof. Maciej Krawczyński oraz prof. Helena Żygulska-Mach). W tym samym roku zdała egzamin specjalistyczny z okulistyki. Staż podoktorski odbyła w ramach grantu European Board of Ophthalmology na Université de Paris XII Val de Marne w okresie lipiec-sierpień 2010 roku (staż pod kierunkiem prof. Gisèle Soubrane).
Po uzyskaniu stopnia doktorskiego otrzymała uniwersytecki etat asystenta Katedry Okulistyki macierzystej uczelni (2008–2012), a następnie (2012) starszego wykładowcy. W okresie 2012–2013 odbyła zagraniczny staż naukowy w zakresie onkologii okulistycznej dorosłych w brytyjskim St. Paul's Eye Unit, Royal Liverpool University Hospital (staż pod kierunkiem prof. Bertila Damato). Po powrocie z Liverpoolu została zatrudniona (2013) na macierzystej uczelni jako adiunkt w Katedrze Okulistyki i Klinice Okulistycznej.
Habilitowała się w 2019 roku na podstawie oceny dorobku naukowego oraz monografii pt. "Znaczenie prognostyczne wybranych markerów białkowych i chromosomowych w czerniaku naczyniówki". 
Jest członkinią: Polskiego Towarzystwa Okulistycznego, Francuskiego Towarzystwa Okulistycznego (Société Française d'Ophtalmologie, SFO), International Society of Ocular Oncology, European Association for Vision and Eye Research (EVER), Ophthalmic Oncology Group (OOG) oraz Europejskiego Towarzystwa Siatkówkowego Euretina.
Specjalizuje się w rozpoznawaniu i chirurgicznym leczeniu czarniaka naczyniówki. Swoje prace publikowała m.in. w takich czasopismach okulistycznych jak: "Eye", "JAMA Ophthalmology" oraz "Clinical and Experimental Ophthalmology".